# Referendum in Repubblica Ceca del 2003
Il referendum in Repubblica Ceca del 2003 si è tenuto il 13 e il 14 giugno e aveva ad oggetto l'ingresso del Paese nell'Unione europea.
A seguito dell'esito favorevole del referendum, la Repubblica Ceca è divenuta membro dell'Unione europea a decorrere dal 1º maggio 2004.

## Risultati
| Scelta               | Voti      | %     |
| -------------------- | --------- | ----- |
| Sì                   | 3.446.758 | 77,33 |
| No                   | 1.010.448 | 22,67 |
| Totale               | 4.457.206 |       |
| Schede bianche/nulle | 103.193   |       |
| Votanti/affluenza    | 4.560.399 | 55,21 |
| Elettori             | 8.259.525 |       |